# Australische Dickschwanzratten
Die Australischen Dickschwanzratten (Zyzomys) sind eine Nagetiergattung aus der Gruppe der Altweltmäuse (Murinae). Die Gattung umfasst fünf Arten.
Australische Dickschwanzratten erreichen eine Kopfrumpflänge von 9 bis 18 Zentimetern, hinzu kommt noch ein 9 bis 14 Zentimeter langer Schwanz. Ihr Gewicht, soweit bekannt, beträgt rund 35 bis 130 Gramm. Ihr Fell ist rau und fast stachelig, es ist an der Oberseite grau oder braun und an der Unterseite weißlich gefärbt. Die namensgebende Verdickung des Schwanzes ist eine Wucherung der Haut, diese dient aber nicht als Fettspeicher. Je älter das Tier, desto dicker ist der Schwanz.
Diese Nagetiere sind im nordwestlichen Australien beheimatet, sie leben im nördlichen Western Australia, im nördlichen Northern Territory und im nördlichen Queensland. Ihr Lebensraum sind felsige Wälder und Buschländer. Ihre Nahrung setzt sich vorwiegend aus Früchten, Samen und anderen Pflanzenteilen zusammen.
Es werden fünf Arten unterschieden:
- Zyzomys argurus ist im gesamten Norden Australiens verbreitet.
- Zyzomys maini bewohnt die Arnhem-Region im Northern Territory.
- Zyzomys palatilis lebt in einem kleinen Gebiet im nördlichen Northern Territory.
- Zyzomys pedunculatus kommt in einem kleinen Gebiet im Northern Territory vor.
- Zyzomys woodwardi ist in der Kimberley-Region in Westaustralien beheimatet.

Z. palatilis und Z. pedunculatus sind sehr selten und werden von der IUCN als „vom Aussterben bedroht“ (critically endangered) gelistet, Z. maini gilt als „gering gefährdet“, die beiden übrigen Arten sind nicht bedroht.
Systematisch sind die Australischen Dickschwanzratten Teil der Pseudomys-Gruppe, einer überwiegend australischen Radiation der Altweltmäuse.